# Palmaria (illa)
Palmaria és una illa italiana situada al mar de Ligúria, a l'extrem més occidental del golf de La Spezia. Mesura d'1,6 km², és l'illa més gran d'un arxipèlag de tres illes molt properes entre si que sobresurten al sud del continent a Porto Venere. Les altres illes, Tino, i la petita Tinetto es troben més al sud.
Està inscrita a la llista del Patrimoni de la Humanitat de la UNESCO des del 1997.